# Baturu
Baturu (Mandschu:  baturu; chinesisch 巴图鲁, Pinyin bātúlǔ; dt.: „tapfer“, „Krieger“) war eine militärische Ehrenbezeichnung in der Qing-Dynastie. Offiziere und Soldaten, die sich durch Mutiges Verhalten in der Schlacht ausgezeichnet hatte, wurden damit belehnt.

## Wortherkunft
Das Wort entstand aus dem Mongolischen baghatur / baγatur mit derselben Bedeutung.

## Geschichte
Zu Beginn der Qingzeit wurden nur Mandschu und Mongolen mit dem Titel ausgezeichnet. 100 Jahre später, begann Kaiser Jiaqing auch Han-Chinesen den Titel zu verleihen und seit Xianfeng wurde auch gestattet, dass Zivilisten und sogar Ausländer den Titel erhielten.

## Titelträger
- Bao Chao
- William Mesny
- Oboi
- Song Qing
- Frederick Townsend Ward
- Xiang Rong
- Zeng Guofan
- Zhang Guoliang
- Jinšun